# La Romance du vin

La Romance du vin est un poème d'Émile Nelligan composé de neuf quatrains d'alexandrins. Le poète l'a lu pour la première fois lors d'une séance publique de l'École littéraire de Montréal le 26 mai 1899. Ce poème a été publié dans le recueil Émile Nelligan et son œuvre (1903).

## Thème
Ce poème est une réponse à la critique négative reçue au cours des semaines précédentes de la part de personnes qui ne comprennent pas son œuvre : « Nelligan […] a investi poétiquement, avec force et doigté, sa rage d'être un poète incompris et son sanglot de vivre. »

## Le dernier poème
C'est à la quatrième et dernière séance publique de l’École littéraire de Montréal (qui a lieu au Château de Ramezay à Montréal) que Nelligan fait la lecture de La Romance du vin. Lorsqu'il termine, l'auteur est chaudement acclamé. D'ailleurs, Louis Dantin, ami et mentor du poète, décrit son triomphe comme étant retentissant : « J'ai vu un soir Nelligan en pleine gloire… Quand l'œil flambant, le geste élargi par l'effort intime, il clama d'une voix passionnée sa "Romance du vin", une émotion vraie étreignit la salle, et les applaudissements prirent la fureur d'une ovation. »
Ce poème reste gravé dans la mémoire des Québécois, car il est le dernier à avoir été lu en public par Nelligan avant son internement en un asile psychiatrique.

## Hommages
Un vignoble portant le même nom que le poème a vu le jour en 1999 à Rigaud au Québec.
Léopold Christin a composé une mélodie qui accompagne le poème.